# 千葉県道227号八積停車場線
千葉県道227号八積停車場線（ちばけんどう227ごう やつみていしゃじょうせん）は、千葉県長生郡長生村の外房線八積駅と国道128号交点を結ぶ一般県道。

## 概要
- 起点：長生郡長生村岩沼 外房線八積駅
- 終点：長生郡長生村七井土 八積駅入口交差点（国道128号交点）
- 総延長：1.574 km（長生土木事務所管内：1.574 km）
- 重用延長：なし（長生土木事務所管内：0.0 km）
- 実延長：1.574 km（長生土木事務所管内：1.574 km[1]）

## 地理

### 通過する自治体
- 千葉県長生郡長生村

### 交差する道路

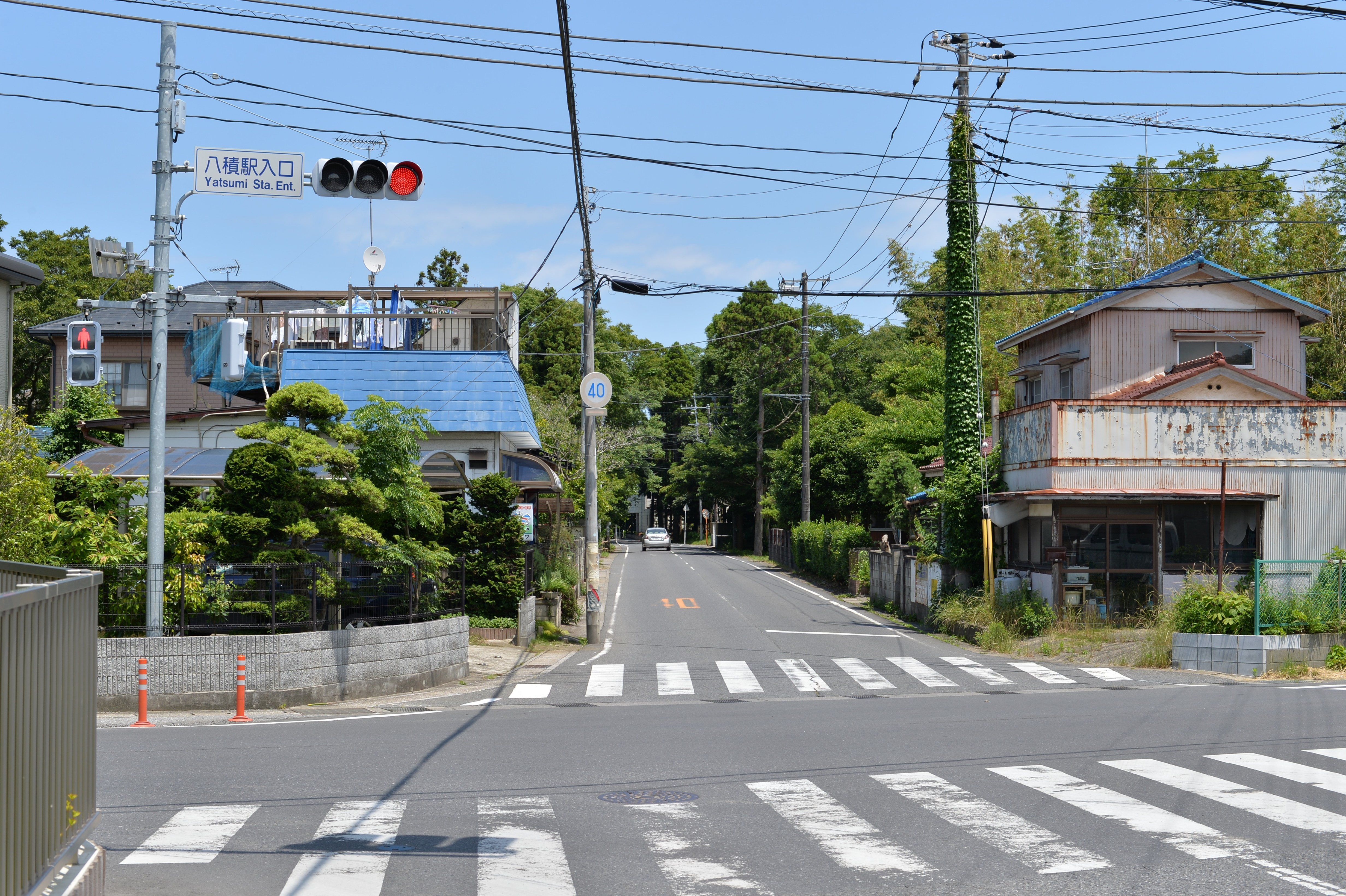
八積駅入口交差点
奥に延びるのが県道八積停車場線（2015年6月）

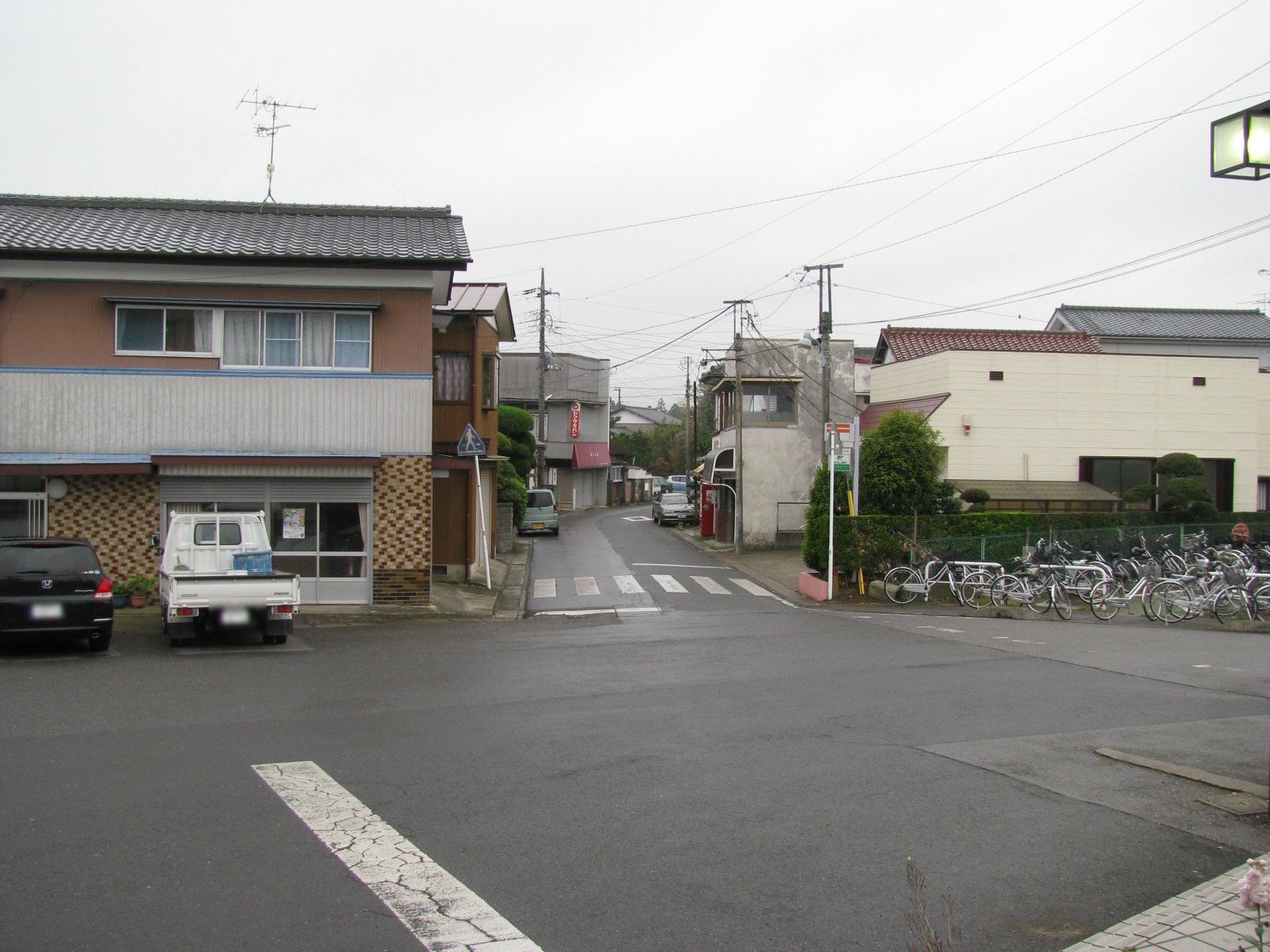
八積駅前（2008年5月）

- 千葉県長生郡長生村
  - 八積駅入口交差点（国道128号）

### 周辺の施設
- 外房線 八積駅